# Шаимов, Орзубек Акбарович
Орзубек Шаимов (род. 25 сентября 1987, Гулистан) — узбекский боксёр, представитель легчайшей весовой категории. Выступал за сборную Узбекистана по боксу в период 2003—2013 годов, серебряный призёр чемпионата Азии, победитель и призёр многих турниров международного значения, участник летних Олимпийских игр в Лондоне.

## Биография
Орзубек Шаимов родился 25 сентября 1987 года в городе Гулистан Сырдарьинской области Узбекской ССР.
Первого серьёзного успеха на международном уровне добился в сезоне 2003 года, когда вошёл в состав узбекской национальной сборной и побывал на чемпионате мира среди кадетов в Будапеште, откуда привёз награду бронзового достоинства, выигранную в зачёте первой наилегчайшей весовой категории.
В 2005 году поднялся в легчайший вес и выиграл серебряную медаль на юниорском чемпионате Азии в Пакистане.
Начиная с 2006 года выступал на взрослом уровне. Одержал победу на Мемориале Странджи в Плевене и на Кубке Бранденбурга во Франкфурте, выступил на Азиатских играх в Дохе, где на стадии четвертьфиналов его остановил монгол Энхбатын Бадар-Ууган.
В 2007 году завоевал серебряную медаль на чемпионате Азии в Улан-Баторе, тогда как на чемпионате мира в Чикаго попасть в число призёров не смог — уже на предварительном этапе проиграл маврикийцу Брюно Жюли.
В 2009 году отметился победой на Кубке президента АИБА в Баку, в частности в финале взял верх над ирландцем Джоном Джо Невином.
После некоторого перерыва в 2010 году Шаимов вернулся в основной состав боксёрской команды Узбекистана. Был лучшим на Мемориале Макара Мазая в Мариуполе и на международном турнире Gee-Bee в Хельсинки, получил серебро на Мемориале Странджи в Ямболе, уступив в решающем финальном поединке болгарину Детелину Далаклиеву. Дошёл до четвертьфинала на Азиатских играх в Гуанчжоу.
В 2011 году стал серебряным призёром Кубка губернатора в Санкт-Петербурге и побывал на мировом первенстве в Баку, где в четвертьфинале проиграл Джону Джо Невину.
В 2012 году добавил в послужной список серебряную награду, полученную на Кубке химии в Галле. В составе азербайджанской команды «Бакинские огни» принял участие в матчевой встрече лиги World Series of Boxing. Благодаря череде удачных выступлений удостоился права защищать честь страны на летних Олимпийских играх в Лондоне, однако уже в стартовом поединке категории до 56 кг со счётом 7:13 потерпел поражение от бразильца Робенилсона ди Жезуса и сразу же выбыл из борьбы за медали.
На чемпионате Узбекистана 2013 года в Ташкенте занял второе место в зачёте легчайшего веса, уступив в финале Муроджону Ахмадалиеву.